# Rundle-Range-Nationalpark
Der Rundle-Range-Nationalpark (englisch Rundle Range National Park) ist ein 21,7 Quadratkilometer großer Nationalpark in Queensland, Australien. Im Süden und Osten schließt das 7,06 Quadratkilometer große Rundle Range Resources Reserve an.

## Lage
Der Nationalpark liegt in der Region Mackay etwa 470 Kilometer nordwestlich von Brisbane und 55 Kilometer südöstlich von Rockhampton. Es handelt sich um ein nicht direkt ans Meer anschließendes Areal im Mündungsdelta des Fitzroy Rivers.
Die nächstgelegene Stadt ist Gladstone. Von hier erreicht man den Park über den Bruce Highway Richtung Norden. Bei Ambrose zweigt man auf die unbefestigte Darts Creek Road ab und erreicht nach 15 Kilometern den Nationalpark. Im Park selbst gibt es keine Besuchereinrichtungen.
Auf dem Festland in der näheren Umgebung liegen die Nationalparks Dan Dan und Mount Archer, vor der Küste Curtis Island und Keppel Bay Islands.

## Landesnatur
Der Park ist umgeben von Watt, das in Salzpfannen und Mangroven übergeht, die zwischen dem Mündungsgebiets des Fitzroy River und Curtis Island liegen. Hier erhebt sich die zehn Kilometer lange Hügelkette der Rundle Range. An deren sanften Hängen finden sich verschiedene Pflanzengemeinschaften, darunter halbimmergrüner Regenwald, Eukalyptus-dominierter Wald und eine von nur zwei verbliebenen Vorkommen von küstennahen Casuarina cristata-Gemeinschaften.
Zahlreiche Vogelarten leben im Park, darunter der gefährdete Milanweih (Lophoictinia isura), Braunkopf-Rabenkakadu (Calyptorhynchus lathami) und Buchstabentaube (Geophaps scripta). Häufig zu sehen sind der Masken-Monarch (Monarcha melanopsis) und der Fuchsfächerschwanz (Rhipidura rufifrons).